# 悼侯
悼侯（とうこう、生年不詳 - 紀元前519年）は、春秋時代の蔡の君主。姓は姫、名は東国。蔡の隠太子姫有の子。紀元前521年冬、甥の蔡侯朱が国人に追放されると、東国は蔡侯に擁立された。紀元前519年6月、悼侯は楚で死去した。在位3年。